# Aulnay-la-Rivière
Aulnay-la-Rivière là một xã trong tỉnh Loiret, vùng Centre-Val de Loire bắc trung bộ nước Pháp. Xã này nằm ở khu vực có độ cao từ 82-137 mét trên mực nước biển.